# 도도부현 리그
도도부현 리그(일본어: 都道府県リーグ, 도도후켄 리그)는 일본의 축구 리그 가운데 하나로, J리그, 일본 풋볼 리그(JFL), 지역 리그 아래에 위치한 사회인 축구 리그이다. 일본의 축구 리그 시스템에서 6, 7부에 해당한다.

## 개요
도도부현 리그는 각 도도부현 축구 협회가 주관하는 리그로, 많은 지역에서 2부 또는 3부로 구성되어 있으며, 일본 축구 리그 구조 내에서 최하위 카테고리에 해당한다.
리그 참가를 원하는 팀은 일본 축구 협회를 통해 해당 도도부현 축구협회에 등록하며, 동시에 각 도도부현의 사회인 축구 연맹과 전국 사회인 축구 연맹에도 가입하게 된다. 경기장은 해당 도도부현 축구협회에서 지정하지만, 이용 가능한 경기장이 제한적인 경우가 많아, 매 라운드마다 특정 장소에 모여 경기를 치르는 집중 개최 방식이 자주 채택된다.
새롭게 창단된 팀은 원칙적으로 도도부현 리그의 최하위 디비전부터 참가하게 되지만, 최근에는 J리그 참가를 목표로 하는 팀에 한해 전력 등을 고려하여 해당 현 내 최고 디비전으로 특례 승격(점프 업)되는 사례도 존재한다. 예를 들어, 오키나와현 사회인 리그에서는 FC 류큐와 오키나와 SV가 나란히 참가 2년 차에 3부에서 1부로 승격한 바 있다. 그 외에도, 상위 리그에 소속돼 있던 팀이 사정에 따라 탈퇴한 후 도도부현 리그에서 다시 시작하는 경우, 특별한 판단에 따라 해당 현의 최상위 디비전부터 복귀할 수 있다. 이러한 특례 조치는 해당 도도부현 축구협회의 재량에 따라 결정된다.

## 승강 제도
도도부현 리그에서 상위권(대체로 1위 또는 2위)에 진입한 팀은 지역별로 정해진 대회에 출전할 자격을 얻게 되며, 이 대회에서 좋은 성적을 거둘 경우 지역 리그로 승격하게 된다. 이와 동시에 지역 리그 하위팀은 자동으로 강등되며, 경우에 따라 지역 리그 하위팀과 승강 플레이오프를 치르기도 한다.
각 지역별 승격 관련 대회는 다음과 같다.
- 홋카이도 (삿포로 / 도오・도호쿠 / 도난 / 도토) – 블록 리그 결승대회

- 북도호쿠 (아오모리현 / 이와테현 / 아키타현) – 각 현 1부 리그 우승팀이 자동 승격

- 남도호쿠 (미야기현 / 야마가타현 / 후쿠시마현) – 각 현 1부 리그 우승팀이 자동 승격

- 간토 (이바라키현 / 도치기현 / 군마현 / 사이타마현 / 지바현 / 도쿄도 / 가나가와현 / 야마나시현) – 간토 사회인 축구대회

- 호쿠신에쓰 (니가타현 / 나가노현 / 도야마현 / 이시카와현 / 후쿠이현) – 호쿠신에쓰 챌린지 리그

- 도카이 (시즈오카현 / 아이치현 / 기후현 / 미에현) – 도카이 사회인 축구 토너먼트

- 간사이 (시가현 / 교토부 / 오사카부 / 효고현 / 나라현 / 와카야마현) – 간사이 부현 리그 결승대회

- 주고쿠 (돗토리현 / 시마네현 / 오카야마현 / 히로시마현 / 야마구치현) – 추고쿠 지역현 리그 결승대회

- 시코쿠 (가가와현 / 도쿠시마현 / 에히메현 / 고치현) – 시코쿠 리그 챌린지 팀 결정전

- 규슈 (후쿠오카현 / 사가현 / 나가사키현 / 구마모토현 / 오이타현 / 미야자키현 / 가고시마현 / 오키나와현) – 규슈 각 현 리그 결승대회

## 같이 보기
- 일본의 축구 리그 시스템
- 일본 축구 협회